# Beware the Book of Eli
Beware the Book of Eli to trzeci mixtape amerykańskiego rapera Ski Mask the Slump God. Został oficjalnie wydany 11 maja 2018 r. Przez Victor Victor Worldwide i Republic Records, po tym, jak został pierwotnie wydany 1 maja 2018 r. na SoundCloud, ale został szybko usunięty.
Sesje nagraniowe trwały od 2017 do 2018 roku. W albumie znajdują się między innymi produkcje Murdy Beatz, Timbalanda, Jimmy’ego Duvala i Natry Average. Album zawiera gościnne występy Rich the Kid, Ronny J, Danny Towers i SahBabii.

## Lista utworów
Lista utworów i twórców zaadaptowana z Tidal
| Nr  | Tytuł                                           | Twórcy                                                                                  | Muzyka                    | Czas  |
| --- | ----------------------------------------------- | --------------------------------------------------------------------------------------- | ------------------------- | ----- |
| 1.  | „Lost Souls" (feat. Rich The Kid)               | Ski Mask the Slump God, Rich The Kid, Christopher Gibbs                                 | Natra Average             | 2:46  |
| 2.  | „Run”                                           | Ski Mask the Slump God                                                                  | Timbaland                 | 1:47  |
| 3.  | „Throwaway” (feat. Ronny J)                     | Ski Mask the Slump God, Ronald Spence, Jr., Eli Evnen                                   | Kashaka                   | 1:48  |
| 4.  | „Coolest Monkey in the Jungle” (feat. SahBabii) | Ski Mask the Slump God, Saaheem Valdery, Shane Lindstrom, Kevin Gomringer,Tim Gomringer | Murda Beatz, Cubeatz      | 2:32  |
| 5.  | „Suicide Season”                                | Ski Mask the Slump God, Gibbs                                                           | Natra Avergare            | 2:12  |
| 6.  | „DoIHaveTheSause?”                              | Ski Mask the Slump God, Freddy Harris III                                               | FH3 Beats                 | 2:58  |
| 7.  | „Geekin” (feat. Danny Towers)                   | Ski Mask the Slump God, Daniel Towers, Gibbs                                            | Natra Avergare            | 2:25  |
| 8.  | „Child's Play”                                  | Ski Mask the Slump God, James Duval, Arnold Gutierrez Jr.                               | Jimmy Duval, ArnoldIsDead | 1:37  |
| 9.  | „Dapper Dan”                                    | Ski Mask the Slump God, Gibbs                                                           | Natra Average             | 1:35  |
| 10. | „Bukkake” (feat. Rich The Kid)                  | Ski Mask the Slump God, Roger, Duval                                                    | Jimmy Duval               | 2:01  |
|     |                                                 |                                                                                         | Całkowita długość:        | 21:48 |